# 2019冠状病毒病加蓬疫情
2019冠状病毒病加蓬疫情，介绍在2019新型冠狀病毒疫情中，在加蓬发生的情况，可能无法涵盖所有及时的事件。

## 时间轴

### 3月
2020年3月12日晚，加蓬新闻部长姆本布宣布，在首都利伯维尔发现首例输入型2019冠状病毒病确诊病例。该名患者系加蓬人，于3月8日自法国波尔多返加，次日出现疑似症状，随后送利伯维尔三军总医院接受隔离治疗，3月12日其检测结果为阳性，予以确诊。目前患者情况稳定，加有关部门正在全力排查密切接触者。。
3月17日，新增2例确诊病例。一例为48岁加蓬女性，曾在法国马赛居住两个月，在巴黎逗留一周，10日乘土耳其航空抵达利伯维尔；一例为29岁加蓬女性，在利伯维尔机场边检处工作，疑工作时被首例确诊病例感染。
3月20日，报告第4例确诊病例，亦是首例死亡病例，为50余岁加蓬男性，患有糖尿病和高血压，15日乘法国航空回国，出现症状就医时隐瞒旅行史。
3月21日，报告第5例确诊病例。决定自次日起每日19:30至6:00实行宵禁。
3月26日，报告第7例确诊病例，为中非男性，15日乘法国航空从法国入境。
3月30日，新增确诊9例，累计16例。新增病例中7例有塞内加尔、布基纳法索、阿联酋、意大利和法国旅行史，2例为本地病例，被办公室的同事传染。
3月31日，新增确诊2例，累计18例。新增一例为27岁加蓬女性，一例为50余岁男性，国籍未公布。

### 4月
4月2日，新增确诊3例，累计确诊21例。新增病例分别为：32岁的加蓬女性，最近从喀麦隆返回；36岁加蓬女性；54岁加蓬男性。
4月5日，新增确诊3例，累计确诊24例。新增均为本地社区传播病例。
4月6日，新增确诊6例，累计确诊30例，其中1例死亡，1例治愈。
4月7日，新增确诊3例，累计确诊33例，3例均为卫生系统的工作人员，目前无症状。
4月8日，新增确诊1例，累计确诊34例，共有2例重症，正接受呼吸辅助治疗。
4月9日，新增确诊10例，累计确诊44例，新增9例来自首都利伯维尔，1例来自比塔姆市。
4月10日，新增确诊2例，累计确诊46例，其中1例死亡，1例治愈。
4月11日，新增确诊3例，累计确诊49例。3例均与之前的确诊病例有过密切接触。
4月12日，新增确诊8例，累计确诊57例，其中1例死亡，1例治愈。
4月13日，新增确诊18例，累计确诊75例，其中1例死亡，1例治愈。
4月14日，新增确诊5例，累计确诊80例，其中1例死亡，5例治愈。
4月15日，新增确诊7例，累计确诊87例，其中1例死亡，6例治愈。
4月16日，新增确诊8例，累计确诊95例，其中1例死亡，6例治愈。
4月17日，新增确诊13例，累计确诊108例，其中1例死亡，7例治愈。
4月18日，新增确诊1例，累计确诊109例，其中1例死亡，7例治愈。
4月20日，新增确诊11例，累计确诊120例，其中1例死亡，7例治愈。
4月21日，新增确诊36例，累计确诊156例，其中1例死亡，16例治愈。
4月22日，新增确诊10例，累计确诊166例，其中1例死亡，24例治愈。
4月23日，新增确诊1例，累计确诊167例，其中2例死亡，24例治愈。
4月24日，新增确诊5例，累计确诊172例，其中3例死亡，26例治愈。
4月25日，新增确诊4例，累计确诊176例，其中3例死亡，30例治愈。
4月27日，新增确诊35例，累计确诊211例，其中3例死亡，43例治愈。
4月28日，新增确诊27例，累计确诊238例，其中3例死亡，53例治愈。
4月29日，新增确诊38例，累计确诊276例，其中3例死亡，67例治愈。

### 5月
5月1日，新增确诊32例，累计确诊308例，其中4例死亡，78例治愈。新增死亡病例患有高血压和糖尿病，因心脏病并发症伴有呼吸困难入院，后病情恶化转重症监护室。
5月2日，新增确诊27例，累计确诊335例，其中5例死亡，85例治愈。新增死亡病例为55岁加蓬女性，患有肥胖症、高血压和糖尿病，4月27日因呼吸困难入院，后病情恶化转重症监护室。
5月4日，新增确诊32例，累计确诊367例，其中6例死亡，93例治愈。新增死亡病例自4月26日起在利伯维尔大学中心医院住院，此前出现血糖高导致的发烧和严重疲劳，后病情恶化转重症监护室，后因心脏骤停死亡。
5月5日，新增确诊30例，累计确诊397例，其中6例死亡，93例治愈。
5月6日，新增确诊42例，累计确诊439例，其中8例死亡，99例治愈。新增死亡病例分别为利伯维尔大学医院护士和弗朗斯维尔53岁男性，2日因高血压和呼吸窘迫入院，后病情恶化转重症监护室，6日凌晨死亡。
5月7日，新增确诊65例，累计确诊504例，其中8例死亡，110例治愈。弗朗斯维尔对此前一死亡病例25名密切接触者做病毒测试，20人为阳性，分别为阿米萨邦戈·翁丁巴（Amissa Bongo Ondimba）地区中心医院15名工作人员及死亡病例5名亲属。该医院急救科、手术科、外科、医务科和康复科已紧急关停。
5月8日，新增确诊116例，累计确诊620例，其中8例死亡，110例治愈。
5月9日，新增确诊41例，累计确诊661例，其中8例死亡，110例治愈。
5月11日，新增确诊141例，累计确诊802例，其中9例死亡，127例治愈。新增死亡病例为56岁加蓬女性，石油、天然气、碳氢化合物和矿产部公务员，患有高血压，被丈夫传染。
5月12日，新增确诊61例，累计确诊863例，其中9例死亡，137例治愈。
5月13日，新增确诊141例，累计确诊1004例，其中9例死亡，152例治愈。
5月14日，新增确诊100例，累计确诊1104例，其中10例死亡，182例治愈。新增死亡病例为70岁加蓬女性，患有高血压等慢性病，2日因呼吸窘迫入院。
5月15日，新增确诊105例，累计确诊1209例，其中10例死亡，219例治愈。
5月16日，新增确诊111例，累计确诊1320例。
5月18日，新增确诊112例，累计确诊1432例，其中11例死亡，301例治愈。
5月19日，新增确诊70例，累计确诊1502例，其中12例死亡，318例治愈。
5月20日，新增确诊65例，累计确诊1567例，其中12例死亡，365例治愈。
5月22日，新增确诊161例，累计确诊1728例，其中12例死亡，402例治愈。
5月23日，新增确诊206例，累计确诊1934例，其中12例死亡，459例治愈。
5月25日，新增确诊201例，累计确诊2135例，其中14例死亡，562例治愈。
5月26日，新增确诊103例，累计确诊2238例，其中14例死亡，593例治愈。
5月27日，新增确诊81例，累计确诊2319例，其中14例死亡，631例治愈。
5月28日，新增确诊112例，累计确诊2431例，其中14例死亡，668例治愈。
5月29日，新增确诊182例，累计确诊2613例，其中15例死亡，709例治愈。
5月30日，新增确诊42例，累计确诊2655例，其中17例死亡，722例治愈。

### 6月
6月2日，新增确诊148例，累计确诊2803例，其中20例死亡，779例治愈。
6月3日，新增确诊148例，累计确诊2902例，其中23例死亡，826例治愈。